# Мардук-апла-иддин I
Мардук-апла-иддин I (Marduk-apla-iddina I; букв. «Мардук наследника дал») — касситский царь Вавилонии, правил приблизительно в 1174 — 1161 годах до н. э.
Сын Мели-Шипака и внук эламского царя Шутрук-Наххунте.
В правление Мардук-апла-иддина, воспользовавшись слабостью Вавилонии, ассирийский царь Ашшур-дан I в 1161 году до н. э. захватил и присоединил к своему царству несколько вавилонских городов, расположенных в пограничной области у Нижнего Заба.
Его преемник Забаба-шум-иддин, видимо, не состоял с ним в родственных связях и захватил престол с помощью силы, что и могло вызвать эламское нашествие в его правление.
Мардук-апла-иддин правил 14 лет.